# 3176 Paolicchi
3176 Paolicchi eller 1980 VR1 är en asteroid i huvudbältet, som upptäcktes den 13 november 1980 av den serbiske astronomen Zoran Knežević vid Piszkéstető-observatoriet. Den har fått sitt namn efter den italienska astronomen Paolo Paolicchi.
Asteroiden har en diameter på ungefär 41 kilometer.